# Starodub an der Kljasma

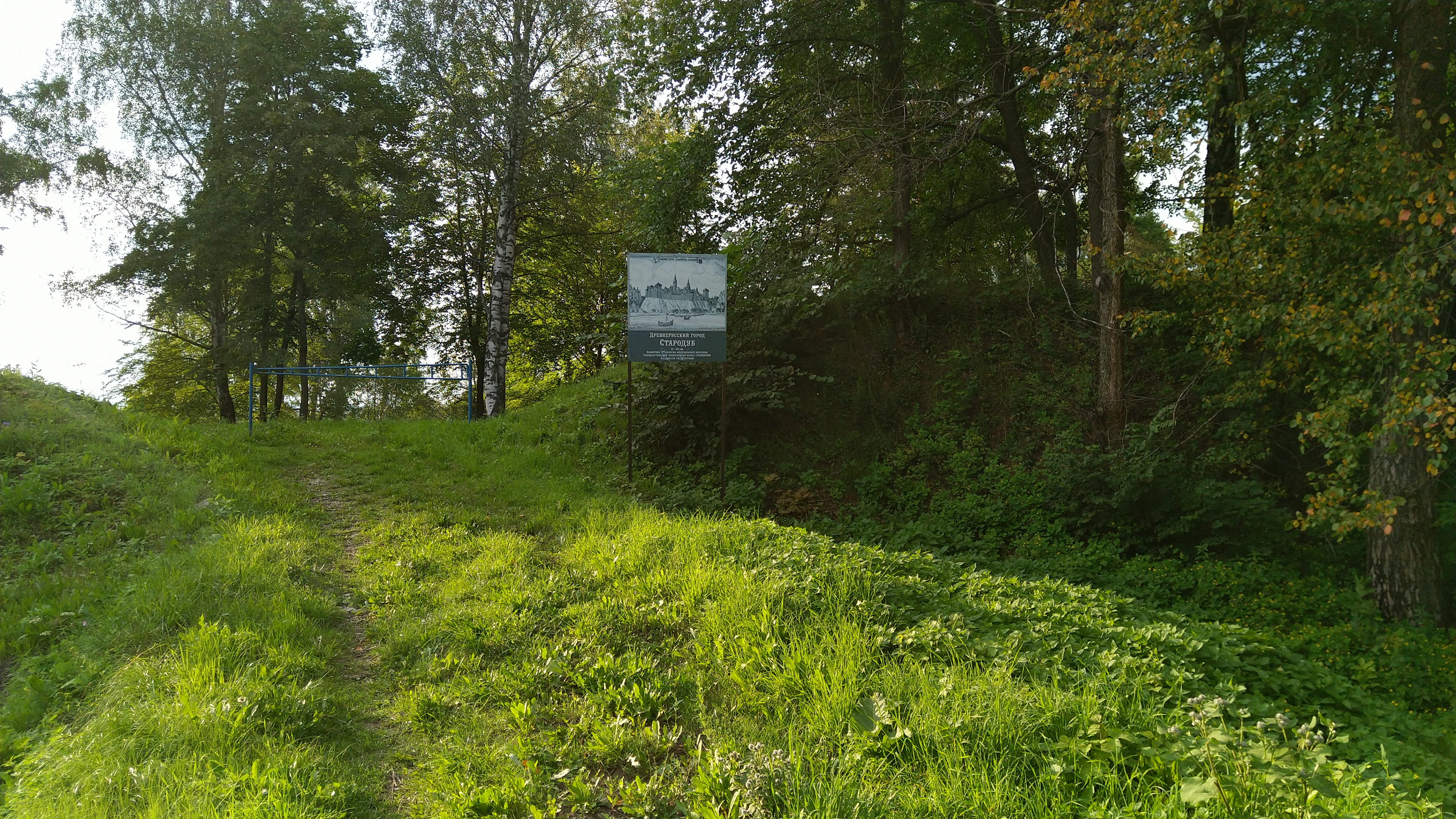
Die Erdwälle von Starodub an der Kljasma

Starodub an der Kljasma (russisch Стародуб на Клязьме) ist eine wüst gefallene russische Stadt in der Oblast Wladimir.
Die Stadt lag am Fluss Kljasma ca. 12 km nordöstlich der heutigen Stadt Kowrow. Sie wurde um 1152 vom Fürsten Juri Dolgoruki gegründet und bildete das östlichste Zentrum der waldfreien Naturregion Opolje. Ihr Name, der die Stadt Starodub im Fürstentum Tschernigow doppelte, legt nahe, dass es sich bei ihren ersten Bewohnern um Siedler aus dem Südwesten handelte, die in der damaligen Ostsiedlungswelle in die Region kamen. Ab 1218 war sie die Hauptstadt des Fürstentums Starodub, eines Teilfürstentums von Wladimir-Susdal. Ca. 1370 wurde die Stadt Teil des Großfürstentums Moskau. Die Fürsten von Starodub siedelten nach Moskau über, wo ihre verzweigten Nachkommen viele rurikidische Fürstenhäuser hervorbrachten, die eine bedeutende Rolle in der russischen Geschichte spielten, darunter Chilkow, Gagarin, Palezki, Poscharski, Romodanowski, Rjapolowski, Tatew etc. Während der Zeit der Wirren wurde die Stadt 1609 von polnischen Söldnern unter Aleksander Józef Lisowski niedergebrannt und wurde nicht wieder aufgebaut. Später entstand in der Nähe das Dorf Kljasminski Gorodok („Kljasma-Städtchen“). Der Name bezog sich auf die Wallburg, die von Starodub übriggeblieben ist.